# КФ Дукагини
„Дукагини“ (на албански: Klubi Futbollistik Dukagjini Klinë) е косовски футболен клуб от град Клина, частично призната държава Косово. Играе в Супер лига на Косово, най-силната дивизия на Косово.

## История
Клубът е основан през 1958 год. Играе домакинските си срещи на стадион „18 юни“, Клина с капацитет 1000 зрители.

## Успехи
СФРЮ:
- Независима лига
  -  Шампион (1):

1993/94
- Купа на Косово:
  -  Финалист (2): 1995/96, 2020/21